# Maunie, Illinois
Maunie là một làng thuộc quận White, tiểu bang Illinois, Hoa Kỳ. Năm 2010, dân số của làng này là 139 người.

## Dân số
Dân số qua các năm:
- Năm 2000: 177 người.
- Năm 2010: 139 người.